# アイム・フリー
「アイム・フリー」（あいむ・ふりー、原題：I'm Free(Heaven Helps the Man)）は、アメリカのミュージシャン、ケニー・ロギンスによるシングル。1984年6月に映画『フットルース』のロギンスによる2枚のシングルのうちの2枚目としてリリースされた（一枚目は「フットルース」）。
Billborad Hot 100で22位、カナダ Hot 100で31位にチャートインした。

## 解説
ハーバード・ロス監督による1984年公開の映画『フットルース』の劇中歌、及びエンドクレジットにて使用された。
原題に付随する副題（Heaven Helps the Man ）、及び歌詞に登場する「Heaven helps the man who fights his fear」という部分は、イギリスの思想家サミュエル・スマイルズによる著書『自助論』にて紹介している"Heaven helps those who help themselves（天は自ら助くる者を助く）"という考え方に由来していると考えられる。

## 他メディアでの使用
- 『ファミリー・ガイ』のエピソード 「Stewie Loves Lois」（シーズン5プレミア）

- 2013年発売のビデオゲーム『グランド・セフト・オートV』のサウンドトラックに収録（ゲーム内のラジオ局「Los Santos Rock Radio」に収録されている）。また作中においてはロギンス自身が同局のDJとして出演している。

## ミュージックビデオ
この曲はミュージックビデオが製作されている。監督はブライアン・グラント。
ビデオはロギンス自身が演じるキャラクターが刑務所から脱走しようと奔走するところから開始する。見張りから隠れながら鉄条網を切り、脱走に成功したところで音楽が始まる。車の中で警察から身を隠し、女性の写真を見ているシーンへと移る。その後路地でギャングに囲まれたロギンスが、その女性について尋ねるシーンへ移り、ギャングの一員であるサマリア人がロギンスに女性の居場所を教える。そしてロギンスが彼女の寝室に現れ、二人は一緒に逃げ出す。それと同時に、彼の脱走が警察にバレてしまう。ロギンスと彼のガールフレンドは一緒に街を歩くが、映画館の外で目撃される。ロギンスとガールフレンドは2人で街を歩いていたが、映画館の外で警察に発見される。シーンは再び変わり、2人は警察に囲まれながらビルの中を走り抜け、屋上へ。突然、先ほどのギャングがやってきて警察と乱闘し、サマリア人は2人を逃がすのを手伝い、群衆の中に入って姿を消してしまうところでビデオは終了する。
このビデオに登場する女性はヴァージニア・マドセンが役を務めている。

## チャート順位
| チャート (1984-1985)           | 最高順位 |
| ------------------------------ | -------- |
| カナダ RPM Top Singles         | 31       |
| 米国 Billboard Hot 100         | 22       |
| 米国 Billboard Top Rock Tracks | 42       |
| 米国 Cash Box Top 100          | 17       |

## 演奏担当
ケニー・ロギンス - ボーカル、プロデューサー
スティーブ・ウッド - アコースティック・ピアノ
ネイサン・イースト - ベース
トリス・イムボーデン - ドラム
Buzz Feiten - ギター
スティーヴ・ルカサー - ギター・ソロ
デイヴィッド・フォスター - シンセサイザー、プロデューサー
"ザ・スクリーマーズ" Lori Raffa, Laurie Williams, Matt Hayutin, Marc Rubinroit, Megan Howard, Michelle Rodino, Amy Rubinroit, Dylan Leiner, Melissa Larson - background vocals.
Humberto Gatica - 録音、ミキシング